# Crime of the Century
Crime of the Century – trzeci studyjny album brytyjskiego zespołu rockowego Supertramp, wydany w 1974 roku. Uważany za magnum opus zespołu, zawiera jedne z najpopularniejszych piosenek w ich karierze, takie jak School, Bloody Well Right, Dreamer czy Rudy. Piosenki te na stałe weszły do repertuaru koncertów grupy.

## Lista utworów
Wszystkie utwory autorstwa Ricka Daviesa i Rogera Hodgsona.
Strona A
1. „School” – 5:34
  - Śpiew: Hodgson i Davies
2. „Bloody Well Right” – 4:32
  - Śpiew: Davies
3. „Hide In Your Shell” – 6:49
  - Śpiew: Hodgson
4. „Asylum” – 6:44
  - Śpiew: Davies i Hogdson

Strona B
1. „Dreamer” – 3:31
  - Śpiew: Hodgson i Davies
2. „Rudy” – 7:21
  - Śpiew: Davies i Hogdson
3. „If Everyone Was Listening” – 4:05
  - Śpiew: Hodgson
4. „Crime of the Century” – 5:36
  - Śpiew: Davies

## Skład
- Roger Hodgson – śpiew, gitara, fortepian
- Rick Davies – śpiew, instrumenty klawiszowe, harmonijka ustna
- Bob Siebenberg – bębny, instrumenty perkusyjne
- John Helliwell – saksofony, klarnety, śpiew
- Dougie Thomson – gitara basowa
- Christine Helliwell, Vicky Siebenberg, Scott Gorham – chórki w „Hide in Your Shell”
- Ken Scott – producent, gong w „Crime of the Century”
- nieznany muzyk uliczny – piła w „Hide in Your Shell”

## Lista
| Rok  | Lista         | Pozycja |
| ---- | ------------- | ------- |
| 1975 | Billboard 200 | 38      |

| Rok  | Lista           | Pozycja |
| ---- | --------------- | ------- |
| 1975 | UK Albums Chart | 4       |

### Single
| Rok  | Singiel             | Lista                         | Pozycja |
| ---- | ------------------- | ----------------------------- | ------- |
| 1975 | „Bloody Well Right” | Pop Singles (Billboard – USA) | 35      |
| 1975 | „Dreamer”           | Singles (UK)                  | 9       |